# Роки Форд (Џорџија)
Роки Форд (Џорџија) (енгл. Rocky Ford) град је у америчкој савезној држави Џорџија. По попису становништва из 2010. у њему је живело 144 становника.

## Демографија
Према попису становништва из 2010. у граду је живело 144 становника, што је 42 (22,6%) становника мање него 2000. године.
| Група             | 2000.       | 2010.      |
| Белци             | 127 (68,3%) | 93 (64,6%) |
| Афроамериканци    | 59 (31,7%)  | 44 (30,6%) |
| Азијати           | 0 (0,0%)    | 0 (0,0%)   |
| Хиспаноамериканци | 0 (0,0%)    | 3 (2,1%)   |
| Укупно            | 186         | 144        |